# Gerolanuova
Gerolanuova è una frazione del comune di Pompiano, in provincia di Brescia.
Fu comune autonomo fino all'8 giugno 1928, quando fu aggregato al comune di Pompiano.

## Storia
A seguito dell'unione temporanea delle province lombarde al Regno di Sardegna, in base al compartimento territoriale stabilito con la legge 23 ottobre 1859, il comune di Gerolanuova con i suoi 663 abitanti che vi risiedevano, fu incluso nel terzo mandamento di Orzinuovi, circondario II di Chiari, provincia di Brescia. 
Alla costituzione nel 1861 del Regno d'Italia, il comune aveva una popolazione residente di 733 abitanti. Nel 1924 il comune risultava incluso nel circondario di Chiari della provincia di Brescia. In seguito alla riforma dell'ordinamento comunale disposta nel 1926 il comune veniva amministrato da un podestà. Nel 1928 il comune di Gerolanuova venne aggregato al comune di Pompiano (R.D. 18 novembre 1928, n. 2736).

## Origine del nome
Sino al 1863 il comune era chiamato semplicemente Gerola, successivamente a tale data il comune assunse la denominazione di Gerolanuova (R.D. 8 febbraio 1863, n. 1192).
In base alla legge sull'ordinamento comunale del 1865 il comune veniva amministrato da un sindaco, da una giunta e da un consiglio.

## Monumenti e luoghi d'interesse
- Castello di Gerola (ora adibito a cascina)
- Santuario della Madonna delle Croci (XVII sec.)
- Palazzo Feltrinelli - Negroboni, progettato dall'architetto bresciano Marchetti.
- Chiesa di San Raffaele Arcangelo (XVIII secolo)

## Società
titolo (default "Abitanti censiti")